# Union Landing
Union Landing – obszar niemunicypalny w hrabstwie Mendocino, w Kalifornii (Stany Zjednoczone), na wysokości 31 m. Znajduje się przy drodze California State Route 1, nad Oceanem Spokojnym (Westport-Union Landing State Beach).